# University at Buffalo, The State University of New York
De University at Buffalo, ook bekend als  The State University of New York at Buffalo of simpelweg UB of SUNY Buffalo, is een openbare universiteit gelegen in de Amerikaanse staat New York. De universiteit maakt deel uit van de State University of New York, en heeft vestigingen in Buffalo en Amherst.
De universiteit biedt 84 bacheloropleidingen, 184 masteropleidingen en 78 doctorale opleidingen. Het is het grootste van de vier universitaire centra die samen de Staatsuniversiteit van New York vormen. Bij de oprichting in 1846 stond de universiteit nog bekend als de Universiteit van Buffalo, maar dat werd in 1962 veranderd. Desondanks wordt de oude naam nog vaak gebruikt om aan de universiteit te refereren.
Volgens het Carnegie Classification of Institutions of Higher Education is de University at Buffalo een onderzoeksuniversiteit met zeer hoge onderzoeksactiviteit (RU/VH). In 1989 werd de universiteit lid van de Association of American Universities. De universiteit bevat tevens de grootste medische school van de staat, en de enige staatsschool voor rechtsgeleerdheid.
Onder de alumni van de universiteit bevinden zich onder andere astronauten, Nobelprijswinnaars, winnaars van de Pulitzerprijs en Millard Fillmore, de 13e president van de Verenigde Staten.
De sportteams van de universiteit staan bekend als de Buffalo Bulls, hoewel het vrouwenteam oorspronkelijk bekendstond als de Buffalo Royals.